# Johannes Nikolaus Tetens
Johannes Nikolaus Tetens (Tetenbüll, 16 settembre 1736 – Copenaghen, 17 agosto 1807) è stato un filosofo e matematico tedesco.

## Biografia

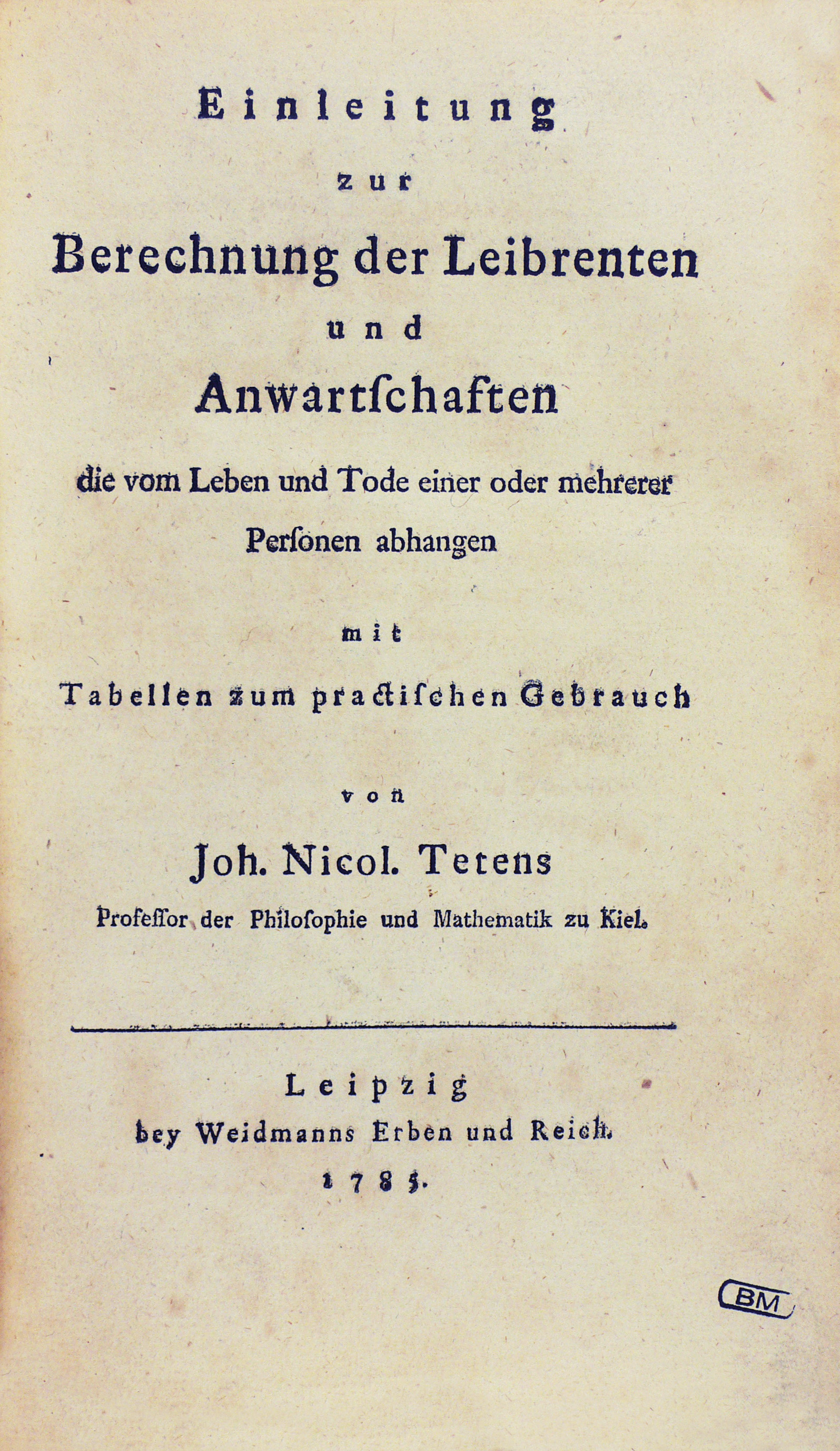
Einleitung zur Berechnung der Leibrenten, 1785 (Milano, Fondazione Mansutti).

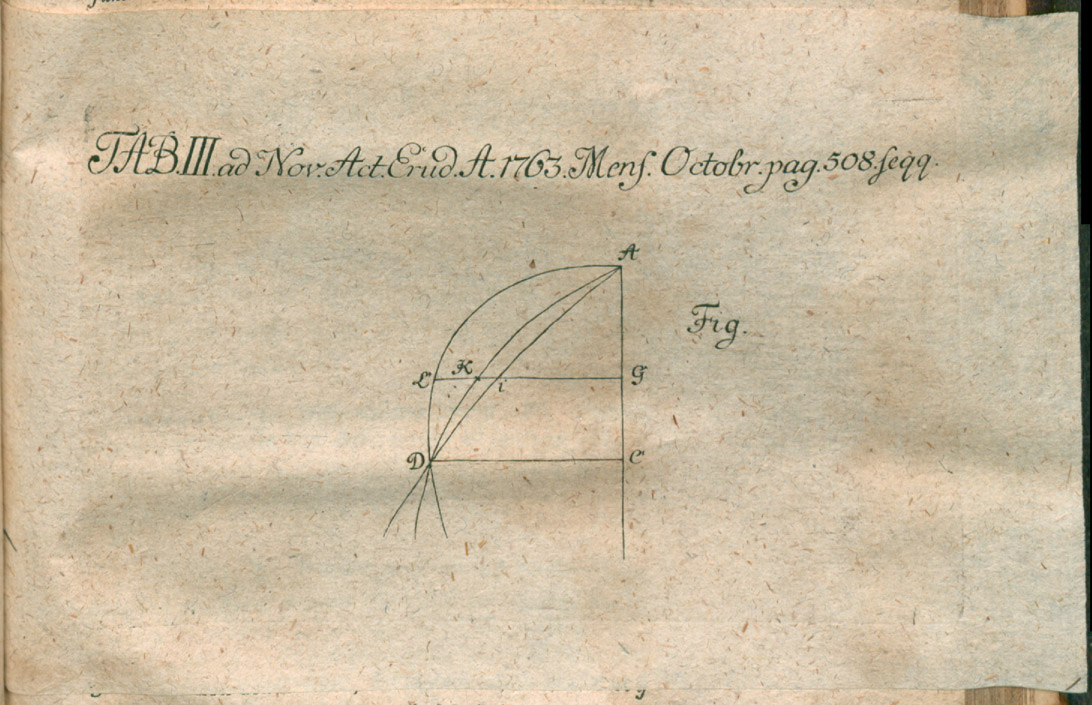
Illustrazione relativa all'articolo Methodus inveniendi curvas... pubblicato sugli Acta Eruditorum del 1763

Fu chiamato lo Hume tedesco, sulla base dell'opera Philosophische Versuche über die menschliche Natur und ihre Entwicklung, del 1777, che presenta evidenti analogie con il Treatise of Human Nature di Hume.
Dopo aver studiato a Copenaghen e a Rostock, dal 1760 insegnò filosofia e fisica nell'Accademia di Bützow, nel Meclemburgo. In dieci anni scrisse molti trattati su soggetti diversi, spaziando dal colore del cielo all'esistenza di Dio e all'origine delle lingue. Conosciuta l'opera di Hume, la rese popolare in Germania. Si ritiene che egli abbia contribuito a indirizzare Immanuel Kant alla fenomenologia e al dualismo trascendentale. Nel 1776 divenne professore di filosofia nell'Università di Kiel, che sembrò essere la consacrazione di tutta la sua carriera, ma in realtà dal 1789 Tetens intraprese la carriera di alto funzionario del governo danese: membro del Finanzcollegium di Copenaghen, fu dal 1791 consigliere di Stato e dal 1803 condirettore della Banca di Stato.
Si occupò anche di matematica: i suoi studi sui polinomi furono utilizzati nell'analisi combinatoria da Carl Friederich Hindenburg e Christian Kramp. La sua Einleitung zur Berechnung der Leibrenten und Anwartschaften, pubblicata a Lipsia nel 1785, fu un punto di riferimento della scienza attuariale. Contiene un'ampia sintesi dei lavori pubblicati al riguardo, dalla tavola di mortalità di Halley alla Osservazione sui pagamenti di reversione di Richard Price. Tra i tanti lavori prodotti da Tetens, si ricorda Einleitung zur Berechnung, in cui elabora su basi scientifiche delle tavole per il calcolo delle rendite vitalizie, dopo i preoccupanti fallimenti delle casse vedovili e dei fondi per gli orfani in Germania nel XVIII secolo. Inoltre l'autore è ricordato per la formulazione della teoria matematica secondo cui il rischio si basa sulla speranza matematica di guadagno.

## Traduzioni
- Saggi filosofici sulla natura umana e sul suo sviluppo, a cura di R. Ciafardone, Milano, Bompiani, 2008.

## Studi
- M. Kuehn, Hume and Tetens, in «Hume Studies», 15, 1989
- H. U. Baumgarten, Kant und Tetens. Untersuchungen zum Problem von Vorstellung und Gegenstand, Stuttgart 1992
- J. Lacaille, Vérité et Analogie. L'empirisme métaphysique de Johann Nicolaus Tetens, Classiques Garnier, Paris, 2024.https://classiques-garnier.com/verite-et-analogie-l-empirisme-metaphysique-de-johann-nicolaus-tetens.html